# Ratusz w Oławie
Ratusz w Oławie – neoklasycystyczna budowla wzniesiona w roku 1823 według projektu Karola Schinkla. Budynek przebudowywano w latach 1910-1915, oraz w roku 1924. Obecnie ratusz jest siedzibą władz miasta oraz Izby Muzealnej Ziemi Oławskiej i biblioteki. 

## Galeria

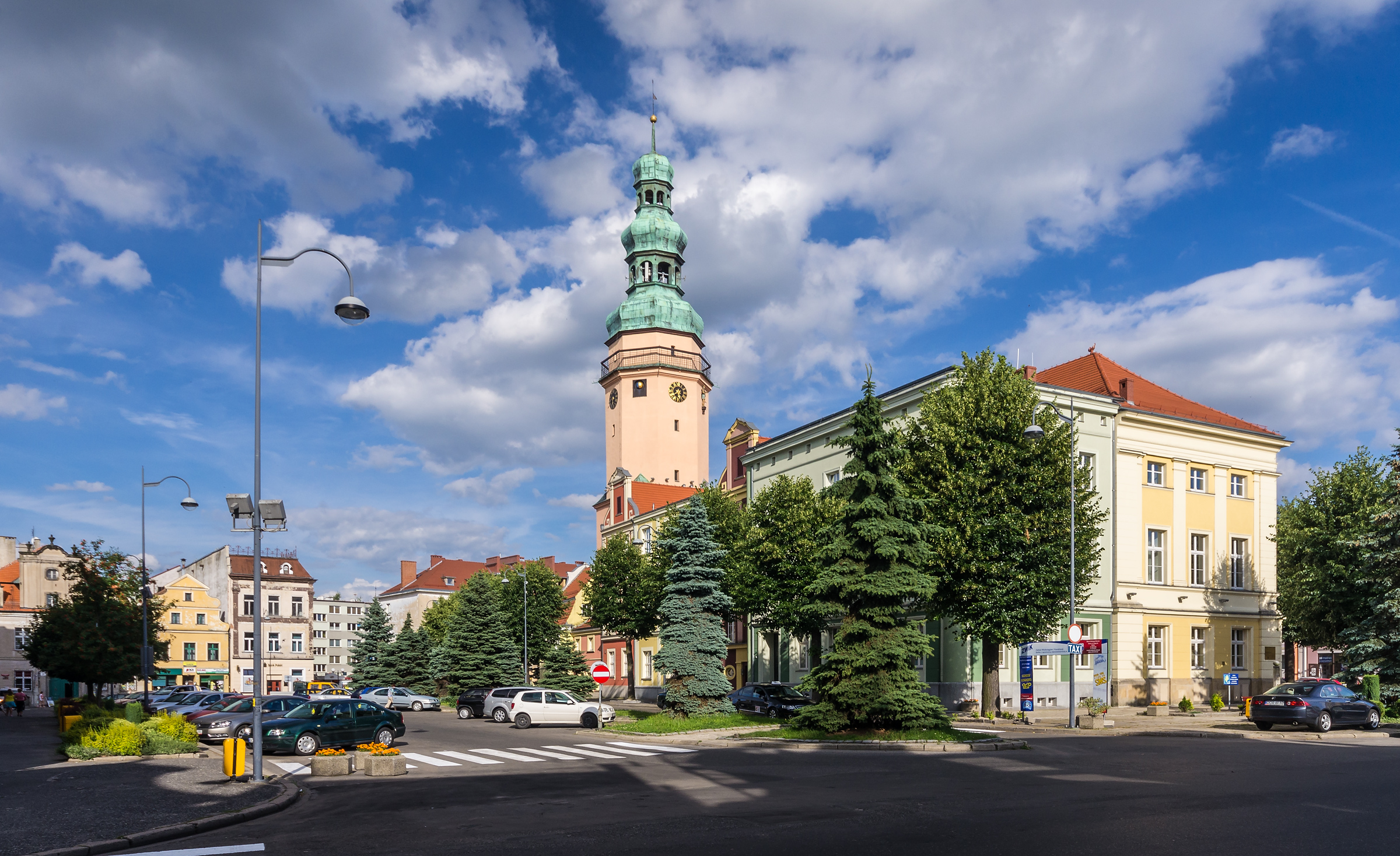
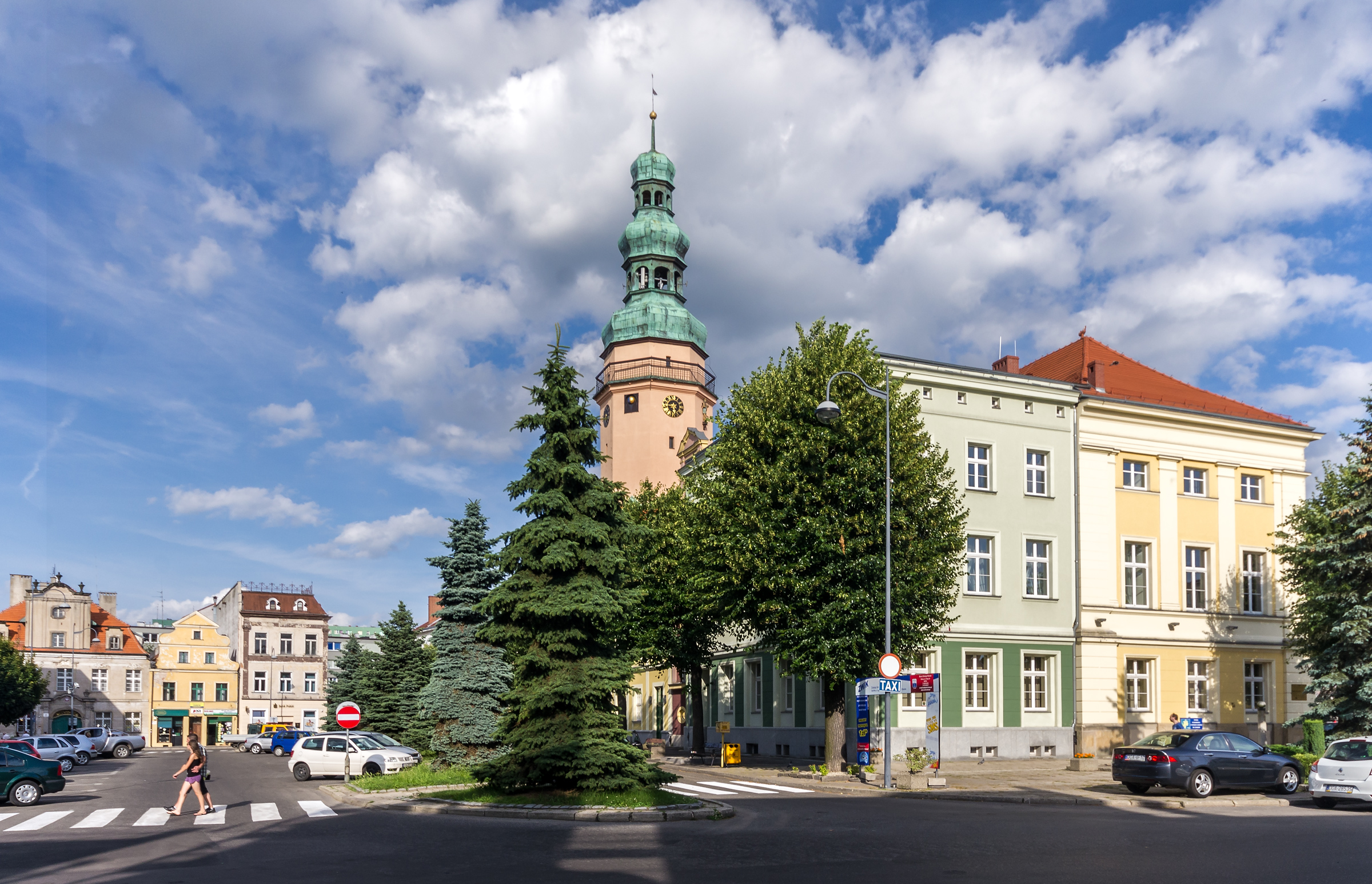
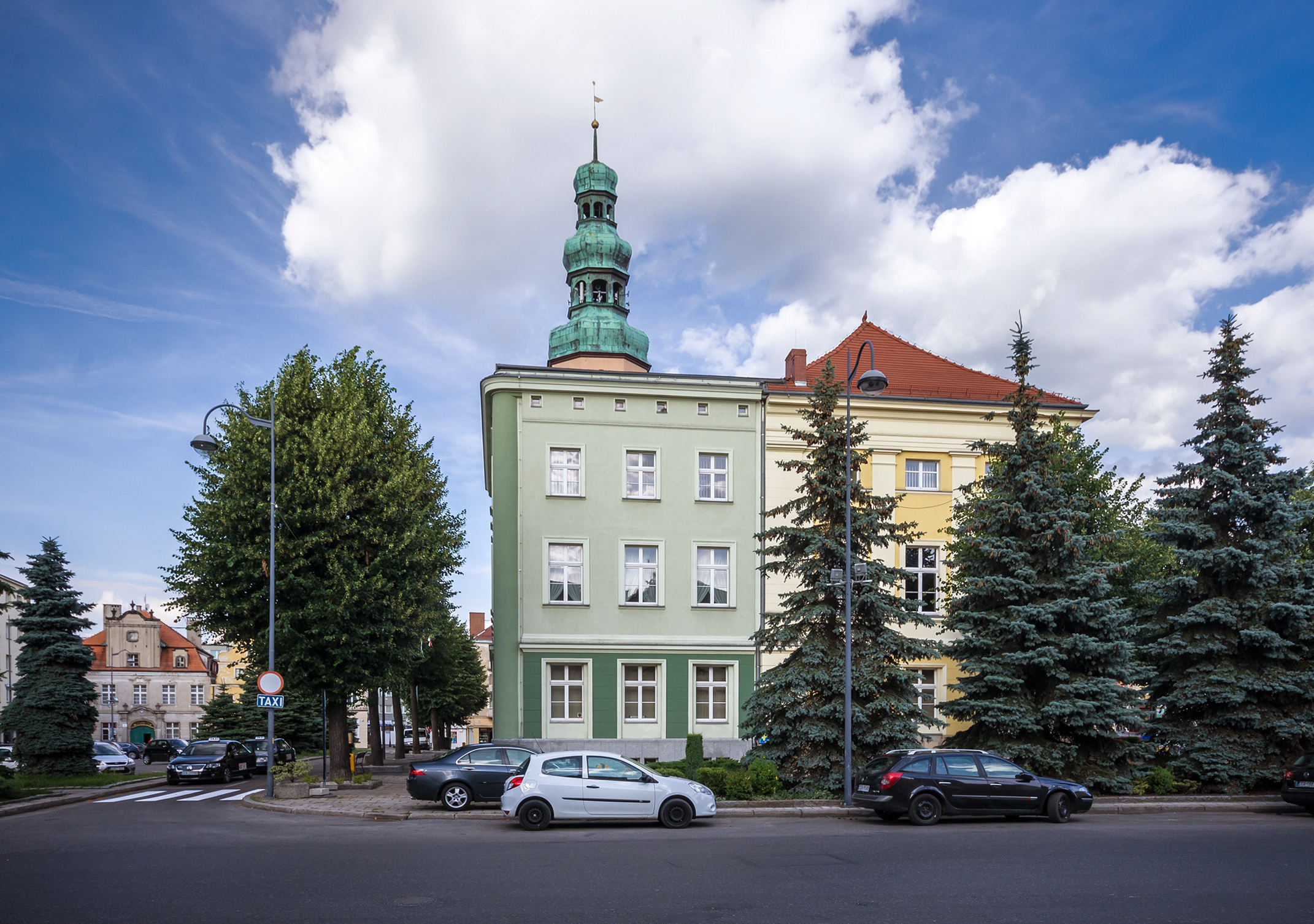

## Historia
Budynek został wzniesiony w 1823 roku według projektu znanego pruskiego architekta Karola Fryderyka Schinkla, z wykorzystaniem średniowiecznej wieży pochodzącej z poprzedniego ratusza. W latach 1910–1915 przebudowano wnętrze ratusza, niszcząc wiele jego zabytkowych cech. Kolejny remont miał miejsce w 1924 roku, kiedy to jedną z przylegających od strony północnej kamieniczek, przerobiono na klatkę schodową. W trakcie pierwszego powojennego remontu w 1958 do dwóch środkowych północnych kamieniczek dobudowano kondygnacje, rozbierając ich szczyty. Przeprowadzony w 2002 remont wieży i zegara rozpoczął wieloletni plan przywracania tego zabytku do świetności. Artysta rzeźbiarz Maciej Stoksik wykonał wtedy nowe ruchome figury zegara. W roku 2006 wyremontowano dach i odnowiono elewację, a w roku 2012 zakończono przebudowę ratuszowych wnętrz, finalizując tym samym kompleksowy remont budowli.

Decyzją wojewódzkiego konserwatora zabytków z dnia 20 listopada 1964 roku ratusz został wpisany do rejestru zabytków. 

## Architektura
Ratusz w Oławie jest trzykondygnacyjnym budynkiem wzniesionym na planie prostokąta i nakrytym dachem dwuspadowym. Przez całą fasadę przebiega płytki ryzalit, ujęty w boniowane pilastry i zwieńczony tympanonem. Kondygnacje są podzielone gzymsem kordonowym, a szczyty ścian zwieńczono gzymsem kostkowym. Najstarszą częścią ratusza jest wieża, w dolnej części czworoboczna, wyżej ośmioboczna z tarczami zegarowymi, pomiędzy którymi są postaci: księżyca, koguta, śmierci i rycerza, poruszane mechanizmem zegara, pochodzącym z 1718 roku. Ponad zegarem przebiega galeria widokowa, a ponad nią jest trzykondygnacyjny barokowy hełm z dwoma prześwitami. Przed budynkiem stoi pręgierz, przeniesiony tam w roku 1935 z pl. Piastów.

Obecnie ratusz jest siedzibą władz miasta Oławy oraz Izby Muzealnej Ziemi Oławskiej i biblioteki.